# Каридж, Пирс
Пирс Ка́ридж (англ. Piers Courage, 27 мая 1942, Колчестер — 21 июня 1970, трасса Зандворт) — британский автогонщик, пилот Формулы-3, Формулы-2, «24 часов Ле-Мана», Формулы-1 и Targa Florio.

## Первые гонки
Пирс Каридж был сыном председателя группы пивоваренных заводов. Свой первый опыт вождения Каридж получил на Lotus 7. В 1964 Пирс Каридж и его старый друг Джонатан Уильямс объединились в автоспортивную команду (у обоих были Lotus 22), и они выступали в европейских гоночных соревнованиях. И, когда Пирс на машине Brabham занял третье место на гонке в Реймсе, а затем — второе в Зандворте, он принял решение участвовать во всех гонках 1965 сезона Формулы-3. 
 Вместе с Фрэнком Уильямсом Пирс Каридж выступал в Формуле-3 на Brabham, где отметился четырьмя победами в Сильверстоуне, Гудвуде, Казерте и Реймсе. И в 1966 Пирс продолжил выступления в Формуле-3 на машине Lotus 41. Благодаря достойным выступлениям он получил право на участие в Гран-при Германии 1966 года Формулы-1, в котором выступал в зачёте Формулы-2 за частную команду Рона Харриса на Lotus 44. В этом же году Каридж впервые выступил в «24 часах Ле-Мана», представив там Ferrari 275 GTB.

## Формула-1

### BRM(1967—1968)
В 1967 Пирс Каридж и Крис Ирвин были приняты в команду BRM, главой которой был Тим Парнелл. В первых двух гонках Каридж смотрелся неплохо, но оба раза вылетел с трассы. И после Гран-при Монако продолжил выступления за BRM лишь Ирвин. А Пирс Каридж принял участие в чемпионате Формулы-2 на McLaren Джона Кумбса. Там он занял третье место в Хоккенхайме и второе в Зандворте. 

В 1968 Пирс вернулся в Формулу-1, выступая там наравне с Формулой-2. На BRM P126 Каридж дважды пришёл в очках и занял в чемпионате 20 место с 4 очками. Также в 1968 году, купив McLaren у Кумбса, Пирс Каридж участвовал в Тасманской гоночной серии. Там он 4 раза занял призовое место (в Лонгфорде — выиграл).

## Брак и дети
В марте 1966 года женился на леди Саре Керзон, дочери лорда Фрэнсиса Керзона офицера и гонщика.
В браке родились сыновья:
- Джейсон (1967 г.р.)
- Амос (1969 г.р.)

Джейсон Каридж продолжил дело отца и начал карьеру в 1988 году в качестве автогонщика, но дальше любительского уровня не прошел. В 1995 году он попал в серьезную аварию в результате дорожно-транспортного происшествия и с тех пор страдает параличом нижних конечностей.
Вдова Пирса Сара Керзон вышла замуж в 1972 году за Джона Эспинала.

### Frank Williams Racing Cars(1969—1970)
Пирсу Кариджу предложили место в Lotus (на замену Джиму Кларку), но вместо этого Каридж присоединился к команде своего старого друга, с которым Пирс был знаком ещё по Формуле-3 — Фрэнка Уильямса. И 1969 сезон Формулы-1 стал для Кариджа наиболее удачным в его карьере. Он выступал на Brabham BT26A, дважды занял в гонке второе место и, набрав в итоге шестнадцать очков, стал в чемпионате 8-м. 

В 1970 году Фрэнк Уильямс приобрёл De Tomaso-Ford 505. В первых пяти Гран-при за Frank Williams Racing Cars выступил Пирс Каридж. В это же время Пирс работал с Alfa Romeo в кузовных гонках, выступив на Alfa Romeo T33 в Targa Florio и 24 часах Ле-Мана, а также отметившись победой вместе с Андреа де Адамиком в гонке «1000 километров Буэнос-Айреса». 

На Гран-при Нидерландов 1970 года Пирс Каридж стартовал девятым. На 23 круге, его машина вылетела с трассы, задела защитную сетку несколько раз перевернулась и вспыхнула. Кузов машины был сделан из магниевого сплава, так что пламя долго не удавалось потушить — загорелись даже соседние деревья. Как показало расследование, Каридж умер мгновенно, ещё во время переворота, от удара колесом собственной машины.

## Полная таблица результатов

### Формула-1
| Легенда к таблице |                                                                    |
| --- | ------------------------------------------------------------------ |
| В таблице перечислены результаты всех Гран-при Формулы-1, в которых принимал участие гонщик. Строками таблицы являются сезоны, столбцами — этапы чемпионата мира. В каждой клетке указаны сокращённое название этапа и результат, дополнительно обозначенный цветом. Расшифровка обозначений и цветов представлена в нижеследующей таблице. |                                                                    |
| \| Пример \| Описание \| \| ------------ \| ------------------------------------------------------------------ \| \| 1 \| Победитель \| \| 2 \| Второе место \| \| 3 \| Третье место \| \| 5 \| Финишировал, заработав очки \| \| Сход \| Не финишировал, но при этом заработал очки \| \| 12 \| Финишировал, не получив очков \| \| НКЛ \| Финишировал, но не попал в финальную классификацию \| \| 15 \| Участвовал вне зачёта, либо по отдельной классификации \| \| 18 \| Не финишировал, но попал в финальную классификацию \| \| Сход \| Не финишировал \| \| НКВ \| Не прошёл квалификацию \| \| НПКВ \| Не прошёл предквалификацию \| \| ДСК \| Дисквалифицирован \| \| ИСК \| Исключён из протокола соревнований \| \| ТТ \| Заявлен для участия только в тренировках \| \| НС \| Участвовал в квалификации, но не стартовал в гонке \| \| Т \| Травмирован или болен \| \| ОТК \| Отказ от участия \| \| НТР \| Прибыл на соревнования, но на трассу не выезжал \| \| НПР \| Был заявлен в числе участников, но не прибыл к началу соревнований \| \| О \| Соревнования отменены \| \| \| Не участвовал \| \| Поул-позиция \| \| \| Быстрый круг \| \| |                                                                    |
| Пример | Описание                                                           |
| 1 | Победитель                                                         |
| 2 | Второе место                                                       |
| 3 | Третье место                                                       |
| 5 | Финишировал, заработав очки                                        |
| Сход | Не финишировал, но при этом заработал очки                         |
| 12 | Финишировал, не получив очков                                      |
| НКЛ | Финишировал, но не попал в финальную классификацию                 |
| 15 | Участвовал вне зачёта, либо по отдельной классификации             |
| 18 | Не финишировал, но попал в финальную классификацию                 |
| Сход | Не финишировал                                                     |
| НКВ | Не прошёл квалификацию                                             |
| НПКВ | Не прошёл предквалификацию                                         |
| ДСК | Дисквалифицирован                                                  |
| ИСК | Исключён из протокола соревнований                                 |
| ТТ | Заявлен для участия только в тренировках                           |
| НС | Участвовал в квалификации, но не стартовал в гонке                 |
| Т | Травмирован или болен                                              |
| ОТК | Отказ от участия                                                   |
| НТР | Прибыл на соревнования, но на трассу не выезжал                    |
| НПР | Был заявлен в числе участников, но не прибыл к началу соревнований |
| О | Соревнования отменены                                              |
| | Не участвовал                                                      |
| Поул-позиция |                                                                    |
| Быстрый круг |                                                                    |

| Сезон | Команда                    | Шасси         | Двигатель                | Ш | 1        | 2        | 3        | 4        | 5        | 6        | 7        | 8     | 9        | 10       | 11       | 12       | 13  | Место | Очки |
| ----- | -------------------------- | ------------- | ------------------------ | - | -------- | -------- | -------- | -------- | -------- | -------- | -------- | ----- | -------- | -------- | -------- | -------- | --- | ----- | ---- |
| 1966  | Ron Harris-Team Lotus      | Lotus 44      | Ford Cosworth SCA 1.0 L4 | D | МОН      | БЕЛ      | ФРА      | ВЕЛ      | НИД      | ГЕР Сход | ИТА      | США   | МЕК      |          |          |          |     | -     | 0    |
| 1967  | Reg Parnell Racing Ltd     | Lotus 25      | BRM P56 2.0 V8           | D | ЮАР Сход |          |          |          |          |          |          |       |          |          |          |          |     | -     | 0    |
| 1967  | Reg Parnell Racing Ltd     | BRM P261      | BRM P56 2.1 V8           | D |          | МОН Сход | НИД      | БЕЛ      | ФРА      | ВЕЛ НС   | ГЕР      | КАН   | ИТА      | США      | МЕК      |          |     | -     | 0    |
| 1968  | BRM                        | BRM P126      | BRM P142 3.0 V12         | D | ЮАР      | ИСП Сход | МОН Сход | БЕЛ Сход | НИД Сход | ФРА 6    | ВЕЛ 8    | ГЕР 8 | ИТА 4    | КАН Сход | США Сход | МЕК Сход |     | 20    | 4    |
| 1969  | Frank Williams Racing Cars | Brabham BT26A | Ford Cosworth DFV 3.0 V8 | D | ЮАР      | ИСП Сход | МОН 2    | НИД Сход | ФРА Сход | ВЕЛ 5    | ГЕР Сход | ИТА 5 | КАН Сход | США 2    | МЕК 10   |          |     | 10    | 16   |
| 1970  | Frank Williams Racing Cars | De Tomaso 505 | Ford Cosworth DFV 3.0 V8 | D | ЮАР Сход | ИСП НС   | МОН Сход | БЕЛ Сход | НИД Сход | ФРА      | ВЕЛ      | ГЕР   | АВТ      | ИТА      | КАН      | США      | МЕК | -     | 0    |

### 24 часа Ле-Мана
| Год  | #  | Команда                   | Шасси                    | Группа | Результат |
| ---- | -- | ------------------------- | ------------------------ | ------ | --------- |
| 1966 | 29 | Maranello Concessionaires | Ferrari 275 GTB          | GT     | 8         |
| 1967 | 28 | Maranello Concessionaires | Ferrari 330 P3           | P 5000 | Сход      |
| 1969 | 33 | Matra                     | Matra-Simca MS650 Spider | P      | 4         |
| 1970 | 36 | Autodelta SpA             | Alfa Romeo T33           | P      | Сход      |

### Targa Florio
| Год  | #  | Команда       | Шасси          | Группа | Результат |
| ---- | -- | ------------- | -------------- | ------ | --------- |
| 1970 | 28 | Autodelta SpA | Alfa Romeo T33 | Т 3.0  | 41        |